# Dopträd
Ett dopträd är en anordning, oftast i form av ett träd, för upphängning eller förvaring av exempelvis enklare dopgåvor eller etiketter med namn på nyligen döpta i församlingen där dopträdet finns. Dopträdet förekommer i kristna församlingar och är oftast placerat i kyrkorummet.

## Sverige
De första dopträden i Svenska kyrkan dök upp strax före millennieskiftet 1999–2000 och fick därefter spridning i hela landet. Omkring tjugo år senare fanns dopträd i drygt hälften av landets församlingar.

## Bilder

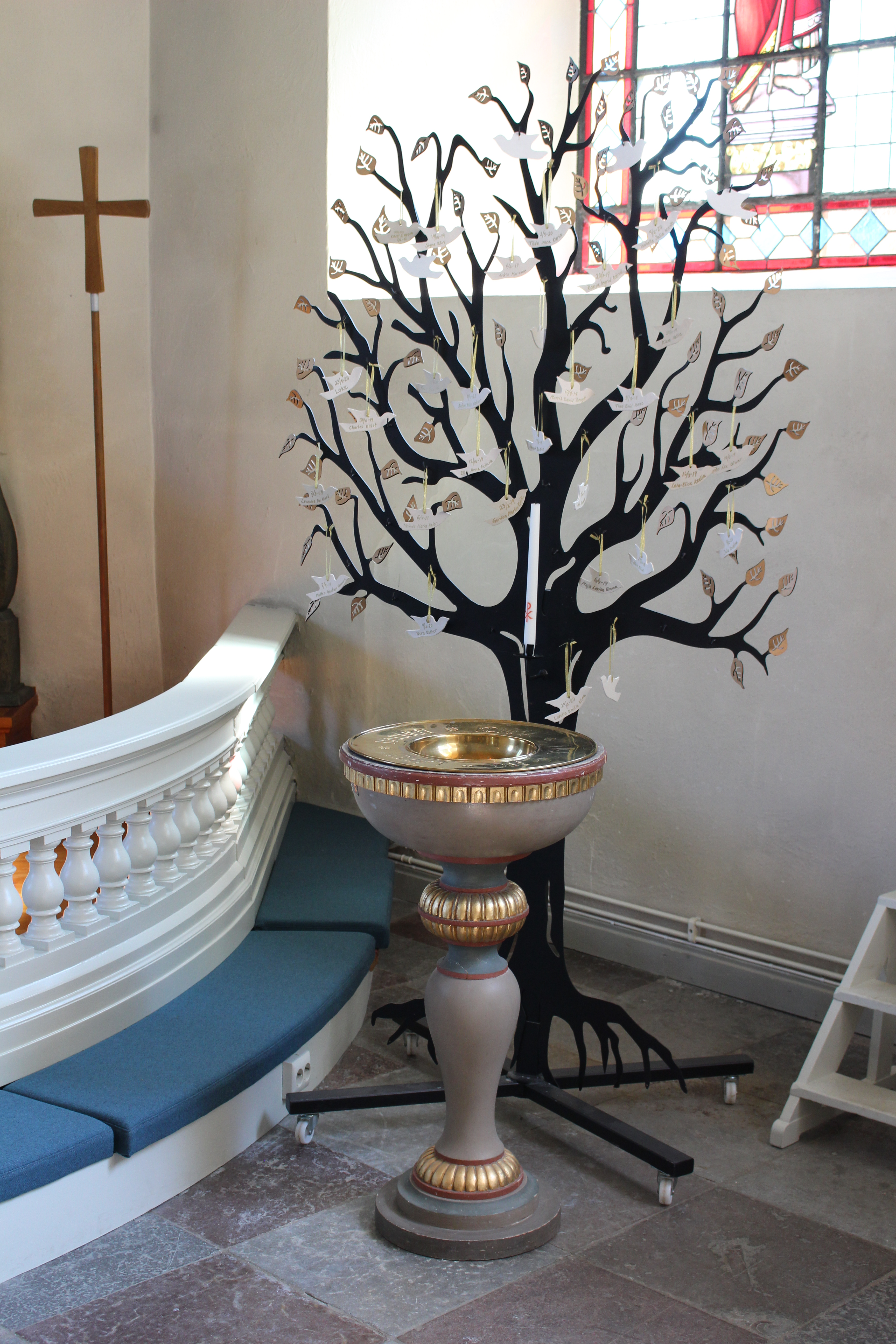
Altarskrank, dopfunt och dopträd i Östhammars kyrka, 2020.
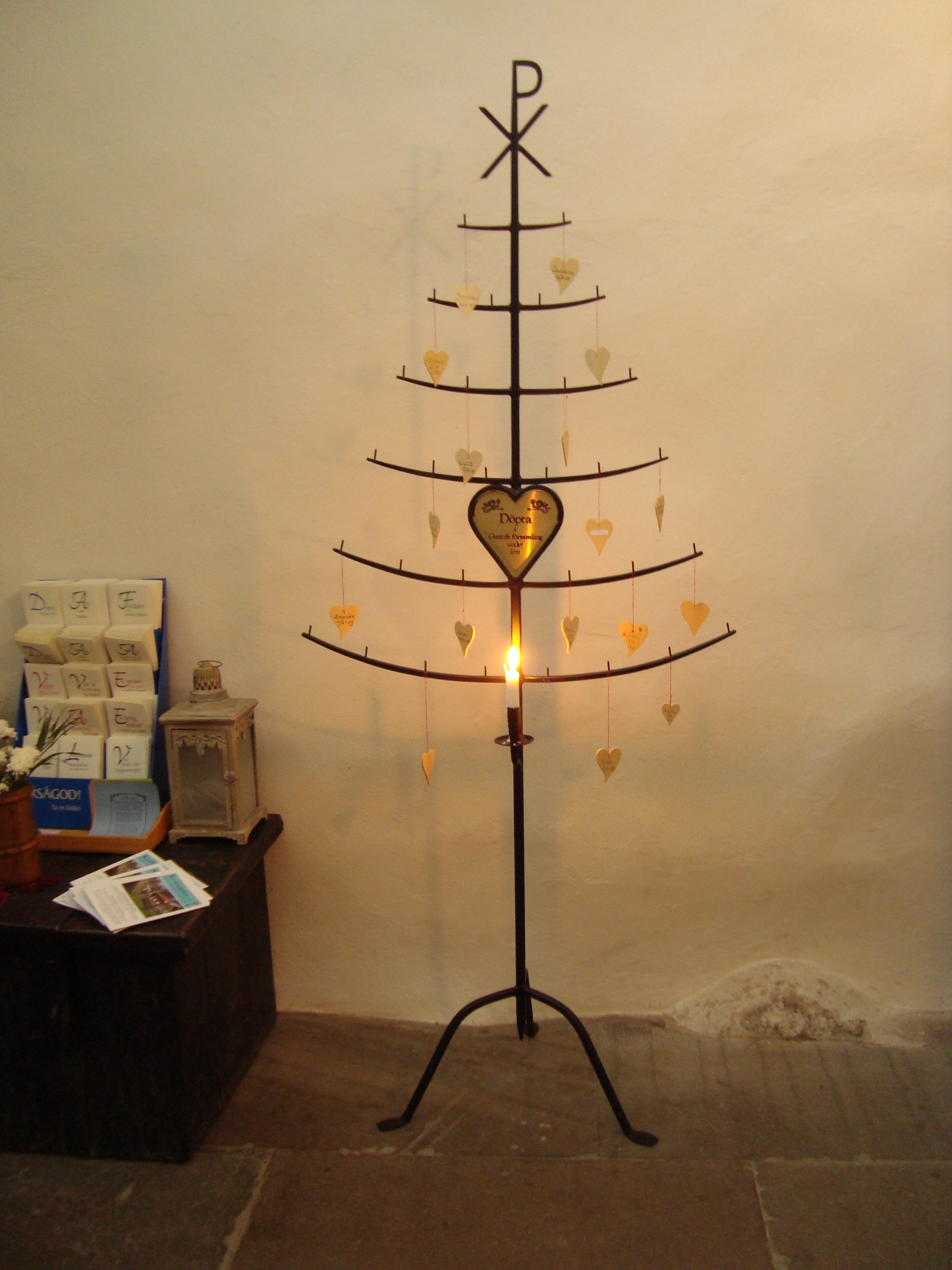
Dopträd i Gustafs kyrka, 2009.
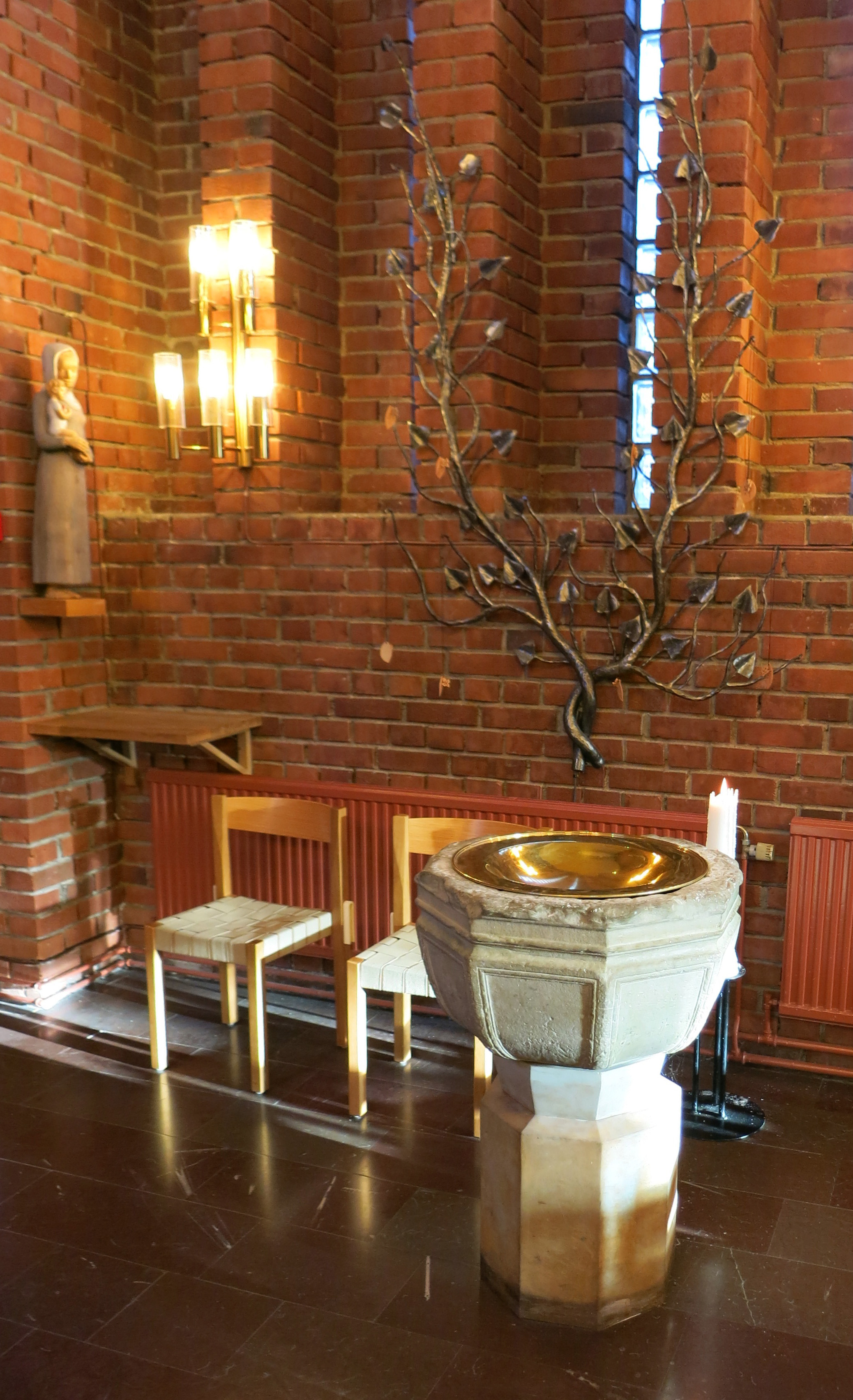
Dopträd och dopfunt i Allhelgonakyrkan, Göteborg, 2018.
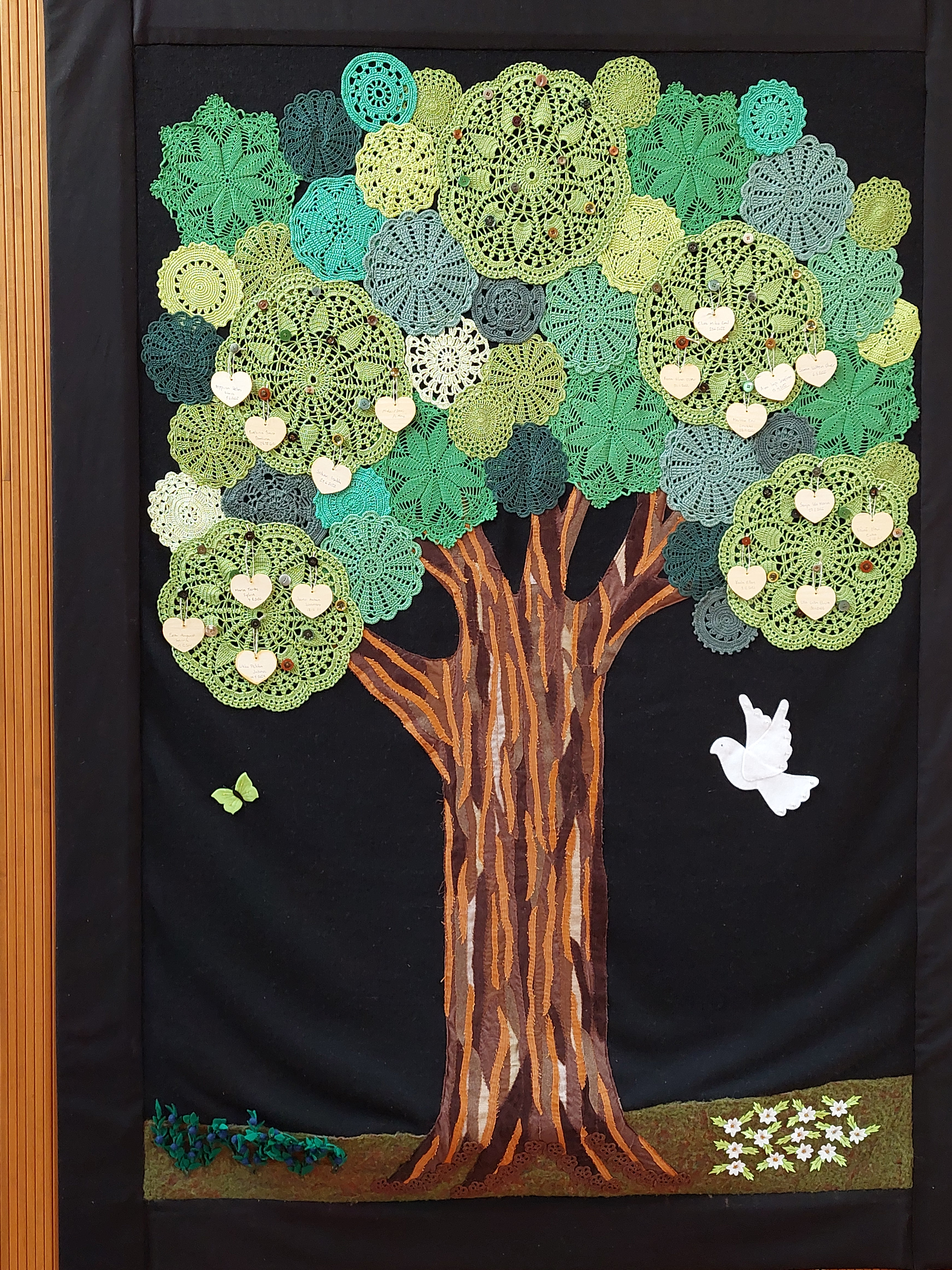
Dopträd i tyg, i anslutning till Kerimäki kyrka, 2022.